# Karl Kämpf (Komponist)
Karl Kämpf (* 31. August 1874 in Berlin; † 4. November 1950 in Mönchengladbach) war ein deutscher Komponist.

## Leben
Er wurde als Sohn einer wohlhabenden Kaufmannsfamilie geboren. Zuerst machte er eine Lehre als Fellhändler und komponierte nebenbei. Unter Alfred Sormann, Sally Liebling und Friedrich E. Koch wurde er am Klavier ausgebildet und gab einige Klavierkonzerte. 1895 hatte er einen Blutsturz und fuhr anschließend nach Italien zur Genesung. Er wurde 1907 Mitglied der Berliner Freimaurerloge Zum Widder.
Am 11. März 1916 gab er am Harmonium zusammen mit Ferdinand Hummel am Flügel sowie der Sängerin Alice Fliegel "Zum Besten des Mutter- und Kinderheims - des Bundes für Mutterschutz" einen melodramatischen Vortragsabend (Gesprochene Lieder). Er komponierte für das Harmonium und wirkte auch als Liederkomponist.

## Werke

### Harmonium
- 4 Bilder von Rügen opus 4 (1899)
- Seltsame Karawane opus 5 (P. Koeppen 118, 1898 1899?)
- Charakterstücke opus 7 (1900 und 1902)
- Im Schlosshof der Alhambra opus 7,1 (Carl Simon 4125 (1900))
- Gnomenspuk opus 8, 3
- „Frühlingsgruss“ (1901) mit Klavier
- „Romantische Tonbilder“ (1901) mit Klavier
- „Wiegenlied“ und „Märzkätzchen“ aus opus 9 mit Gesang (Paul Koeppen, Berlin)
- 2 Lieder: „Seitdem die Mutter heimgegangen“ und „Todeslust“ opus 10 mit Gesang (Paul Koeppen, Berlin)
- „Heidenacht“ opus 11 mit Gesang (Paul Koeppen, Berlin)
- Ballade op. 12 (1900). (Mit Streichorchester!)
- „Elegie“ (1901) opus 15
- Lyrische Stücke opus 18 (1902)
- Mondnacht am Gardasee opus 19 mit Klavier
- Modernes Normalharmonium Album (Carl Simon 1911)
- Wagner / Chor der norw. Matrosen (Paul Koeppen 606 (1915))
- Aus baltischen Landen, Suite opus 24 (Carl Simon, Berlin)Harmoniumauszug
- Melodramen „Einsamer Weiher“, „Ein Bild vom Festungswalle“ und „Die Gefilde der Seligen“ mit gesprochenem Text

### Chorwerke
- Jugend
- Vespergesang (Russland)
- Der Zinkenist, opus 69,1 für TTBB
- Von drei Gesängen (op. 25, Paul Koeppen) für Männerchor
- „Hochzeit“ aus op. 30 (Jonasson-Eckermann) für Männerchor
- „Schwatz, Schwatz“ für Männerchor

### Klaviersolo und Kammermusik
- Lyrische Stücke opus 1 (Ries & Erler, Berlin)
- Lyrische Stücke opus 2 (Jonasson - Eckermann)
- Stimmungsbilder opus 3 (Eisoldt & Rohkrämer)
- Sonate in e- moll für Pianoforte und Violine op. 23 (C. F. Kahnt Nachf., Leipzig)
- Sonate großen Stils (Fis-Dur) unveröffentlicht
- Humoresken (1906) (Rieh. Kaun in Berlin.)
- zwei Nachtstücke
- Idyllen
- Zwei Konzertstücke (Walzer-Caprice und Elfe und Gnomen)

### Orchester
- Hiawatha-Suite (1894) (Berlin, Jonasson Eckermann 1905)
- Symphonischen Dichtung „Deutsche Waldromantik“ (1896–1897)
- Aus baltischen Landen opus 24 (1896)
- Fafnermarsch
- Zwei Melodien für Streichorchester opus 26 (1898, Jonasson Eckermann, Berlin)
- symphonische Ballade für eine Singstimme mit Begleitung derselben „Verlorene Liebe“, nach Worten von Georg Scongack.
- „Gefangenen von Chillon“, den „Spaziergang zum Chätelard“ und „Sonntagsmorgen auf Glion“ aus: Am Genfer See von Bendel

### Soloinstrument
- Legende opus. 31 (1906) Verlag von Rieh. (Kaun, Berlin für Cello)

### Sololieder
- „Mittagsstunde“, „Liebesfrühling“ und „Nelken“. opus 16 (Jonasson-Eckermann)
- drei Lieder für hohe Stimme (op. 17, Berlin, Paul Koeppen)
- „Entsagen“ opus. 20 (Paul Koeppen, Berlin)
- „Verschwanden“, „Winterlied“, „Die Rose im Tal“ und „Waldgesang“ opus 21 (Paul Koeppen, Berlin)

### Dokumente
Autographe von Karl Kämpf liegen im Sächsischen Staatsarchiv Leipzig.

## Ehrungen
In Mönchengladbach gibt es die Karl-Kämpf-Allee.